# Matrescence
 (mai 2022).
La matrescence est un concept anthropologique désignant les modifications psychiques, émotionnelles et identitaires vécues par les jeunes mères et jeunes pères à la naissance de leur premier enfant. Le concept a été créé par Dana Raphael (en), anthropologue américaine, au début des années 1970, et popularisé par Alexandra Sacks à la fin des années 2010. Le mot est construit sur la base des mots « maternité » et « adolescence » comparant ce bouleversement à celui de l'adolescence.

## Généalogie du concept
Le concept exact de « matrescence » et la création du mot sont attribués à Dana Raphael, dans les années 1970, dans son livre Being Female: Reproduction, Power, and Change. Il s'agit de la contraction des mots "maternité" et "adolescence", désignant un état de transition important de la vie d'une femme, comparable au bouleversement de l'adolescence. Le rapprochement avec l'adolescence met en exergue le caractère psychologique et identitaire (et pas uniquement physique) du changement, ainsi que son côté transitoire. Cette notion de "période de vie", qui peut avoir une durée et des manifestations variables selon les femmes, s'oppose à l'idée qu'on devient mère en un instant à l'accouchement.
Dana Raphael a également conceptualisé la notion de doula, une professionnelle de l'accompagnement périnatal dédiée à soutenir la mère, en complément du corps médical.
D'autres concepts se rapprochent de celui de « matrescence », comme celui de la « naissance d'une mère » théorisé par Daniel Stern, Nadia Bruschweiler-Stern et Alison Freeland dans The Birth of a Mother: How The Motherhood Experience Changes You Forever.

## Popularisation du concept
Ce concept a été relativement peu utilisé avant la fin des années 2010, où il a été popularisé aux États-Unis par la psychiatre Alexandra Sacks, dans un article du New York Times intitulé « The Birth of a Mother » en 2017. Elle a ensuite écrit plusieurs articles et donné des conférences sur le sujet, contribuant à la popularisation de ce terme outre-Atlantique.
Le terme a été popularisé en France au début des années 2020, notamment grâce à Clémentine Sarlat qui a créé un podcast intitulé "La Matrescence" dans lequel elle entend explorer les différentes facettes de cette période.

## Description de ce qu'est la matrescence
Aurélie Athan, professeure de psychologie à l'Université de Colombia, considère que la matrescence touche la majorité des femmes « qui ne réside[nt] pas aux extrémités du spectre », c'est-à-dire les femmes qui ne vivent pas une dépression post-partum, mais qui ne vivent pas non plus un rêve éveillé de pur bonheur.
Il est important de bien faire la différence entre la dépression post-partum, qui nécessite une prise en charge spécifique, et la matrescence qui peut générer des sentiments négatifs sans révéler pour autant des symptômes dépressifs.
Les grandes caractéristiques de la matrescence telle que définie par Alexandra Sacks sont les suivantes,:

### Ambivalence
Sentiment important de l'état de matrescence, l'ambivalence se définit par le fait que la mère ressente en permanence des sentiments ambivalents par rapport à son enfant ou à la situation. Elle peut être à la fois heureuse de cette nouvelle situation mais en même temps triste et submergée par celle-ci. Cela se traduit aussi par l'envie d'avoir du temps à soi, seule et en même temps de vouloir passer du temps avec son bébé. Alexandra Sacks dit par exemple que l'expérience de la maternité n'est ni bonne ni mauvaise, elle est bonne et mauvaise.

### Bébé fantasmé et bébé réel
Avant la naissance, la mère va imaginer un bébé, qui sera construit en fonction de sa propre enfance, de son entourage, sa culture, son histoire personnelle. Lors de la naissance, elle va rencontrer un bébé qui n'est pas celui qu'elle a imaginé et il lui faut parfois « faire le deuil » de ce bébé fantasmé. Cet écart entre le bébé fantasmé et le bébé réel peut être source de déception et de souffrance.

### Culpabilité et la «mère suffisamment bonne»
La mère vit également avec une image mentale de la mère idéale qu'elle s'imaginera être (« quand j'aurai un bébé, je serai ainsi »). Pour beaucoup de mères, la « mère suffisamment bonne », concept emprunté au pédopsychiatre et psychanalyste Donald Winnicott, n'est pas suffisante, et elles peuvent se donner comme objectif d'être parfaite, sans tolérer aucune erreur ou hésitation. Cette injonction à être une mère parfaite mène souvent à un épuisement et à une grande culpabilité.

### Composante intergénérationnelle
Toute expérience de maternage comprend une composante intergénérationnelle. La façon qu'a une mère de s'occuper de son enfant est influencé par la manière dont sa propre mère l'a élevé : la mère peut chercher à imiter sa propre mère ou au contraire s'en détacher au maximum. Cette expérience du maternage peut amener certaines personnes à revivre, de manière douloureuse parfois, leur propre enfance et/ou de réparer des blessures liées à leur enfance.

### Compétition
Le temps et l'énergie nécessaire pour s'occuper d'un enfant étant importante, une compétition pour l'attention de la mère peut s'instaurer. En quelque sorte, les proches de la mère, co-parent inclus, vont entrer dans une compétition avec le bébé pour l'attention de la mère. L'énergie, le temps et les ressources que la mère utilise d'ordinaire pour se nourrir, s'occuper d'elle, faire du sport, travailler, les loisirs, la sexualité etc vont être accaparés par la maternité. S'opère donc une nécessaire redistribution de cette énergie entre différents aspects de la vie antérieure de la mère et son nouveau rôle de mère.

## Et le père?
La racine « maternité » du mot peut laisser penser que ce concept ne concerne que les femmes, et peut être même uniquement les femmes ayant accouché. Or il s'intéresse davantage aux ressorts psychologiques et identitaires de cette période, choses que les pères et parents n'ayant pas accouché vivent de manière similaire. L'appellation « quatrième trimestre » qui est parfois utilisée pour désigner cette période est à ce titre trompeuse. Des expressions comme « naissance du parent » ou « bouleversement de la parentalité » seraient plus exactes, bien qu'elles soient peu utilisées en pratique.